# Mitromorpha haycocki
Mitromorpha haycocki é uma espécie de gastrópode do gênero Mitromorpha, pertencente a família Mitromorphidae.